# You Are We
You Are We is het derde studioalbum van de Britse metalcore band While She Sleeps. Het album werd onafhankelijk uitgebracht op 21 april 2017, nadat de band haar label had verlaten. Ze wierven fondsen voor de productie van het album via PledgeMusic.

## Tracklist
| 1.                 | You Are We                              | 4:47 |
| 2.                 | Steal the Sun                           | 4:37 |
| 3.                 | Feel                                    | 4:39 |
| 4.                 | Empire of Silence                       | 4:23 |
| 5.                 | Wide Awake                              | 5:04 |
| 6.                 | Silence Speaks (featuring Oliver Sykes) | 4:55 |
| 7.                 | Settle Down Society                     | 4:56 |
| 8.                 | Hurricane                               | 4:43 |
| 9.                 | Revolt                                  | 3:57 |
| 10.                | Civil Isolation                         | 4:22 |
| 11.                | In Another Now                          | 4:35 |
| Totale duur: 50:58 |                                         |      |

| 12.                  | Feel (alternate live version)             | 4:30 |
| 13.                  | Silence Speaks (alternative live version) | 5:51 |
| 14.                  | Hurricane (alternative live version)      | 5:21 |
| 15.                  | Civil Isolation (demo)                    | 4:26 |
| 16.                  | Feel (demo)                               | 4:53 |
| 17.                  | Fear in Change (instrumental demo)        | 3:14 |
| 18.                  | I Am While She Sleeps                     | 3:28 |
| 19.                  | Lost Ideas                                | 8:12 |
| Totale duur: 1:30:53 |                                           |      |